# Вотчицев Микола Васильович
Микола Васильович Вотчицев (нар. 1903, село Клобуково, тепер Лальського району Кіровської області, Російська Федерація — 11 березня 1962, місто Київ) — радянський державний діяч, міністр лісової промисловості Української РСР.

## Біографія
Народився в бідній селянській родині. Трудову діяльність розпочав у 1919 році робітником на підприємствах та залізниці.
Член РКП(б) з 1924 року.
У 1927—1934 роках — на відповідальній профспілковій та керівній партійній роботі.
У 1937 році закінчив Архангельську промислову академію.
У 1937—1940 роках — на керівних посадах в системі Наркомату лісової промисловості СРСР: керуючий тресту «Свердлесдрев».
У 1940—1941 роках — керуючий тресту «Станіславліспром» Станіславської області.
У травні 1941 — квітні 1953 року — заступник народного комісара лісової промисловості Української РСР; заступник начальника Головспецдеревпрому СРСР; 1-й заступник міністра лісової промисловості Української РСР.
У квітні 1953 — січні 1954 року — 1-й заступник міністра лісової і паперової промисловості Української РСР.
У січні 1954 — 31 травня 1957 року — міністр лісової і паперової промисловості Української РСР.
22 липня 1957 — серпень 1958 року — начальник відділу лісової промисловості Державної планової комісії УРСР — міністр Української РСР.
У серпні 1958 — 11 березня 1962 року — начальник відділу лісової, паперової і деревообробної промисловості Державної планової комісії УРСР. Одночасно, до квітня 1959 року — міністр Української РСР.

## Нагороди
- орден Леніна (5.10.1957)
- орден «Знак Пошани»
- орден Червоної Зірки
- медалі